# Hugo Black
Hugo LaFayette Black, född 27 februari 1886 i Clay County, Alabama, död 25 september 1971 i Bethesda, Maryland, var en amerikansk jurist och politiker (demokrat). Han representerade delstaten Alabama i USA:s senat 1927-1937. Han var sedan domare vid USA:s högsta domstol 4 oktober 1937-17 september 1971.

## Biografi
Black avlade 1906 juristexamen vid University of Alabama. Han inledde sin karriär som advokat i Ashland och flyttade redan 1907 till Birmingham, Alabama. Han deltog i första världskriget som kapten.
Black valdes 1927 som efterträdare till Oscar Underwood som senator för Alabama. Han avgick 1937 som senator efter att ha utnämnts av president Franklin D. Roosevelt till högsta domstolen. Senaten godkände utnämningen med rösterna 63-13.
I samband med utnämningen till högsta domstolen blev Blacks bakgrund undersökt av journalisterna. Ray Sprigle vann Pulitzerpriset efter att han avslöjade att Black hade varit medlem av Ku Klux Klan i sin ungdom. Utnämningen var redan godkänd och Black förklarade att han hade lämnat klanen före sin tid i senaten, och huvudsakligen använt medlemskapet (som då var närmast liktydigt med att väljas till högre ämbeten) för politiska syften. Han fastslog att han sedan länge brutit med klanen: I completely discontinued any association with the organization. I have never resumed it and never expect to do so.
Black blev en av 1900-talets mest inflytelserika amerikanska jurister och ses generellt som en av domstolens mest liberala ledamöter, ofta i konflikt med domare Felix Frankfurter, efter den senares tillsättning. Hans önskan att upprätthålla konstitutionens Bill of Rights, under tidens svåra slitning av fall som rörde rasmotsättningar och medborgarrättsrörelsen, och tog ett handfast, fundamentalistiskt förhållningssätt gentemot de rättigheter som häri garanterades. Mest ökänt var Black anhängare av absolut yttrandefrihet i fråga om substans, och försvarade bland annat avkriminalisering av pornografi med den berömda devisen, I'll know it when I see it, med poängen att det är omöjligt att definiera vad som är oanständigt i en legal kontext. Han skrev huvudmeningen i rättsfallet Korematsu v. United States, vilket Black själv och de flesta rättsvetare pekar på som hans största avvikelse. 
Han var samtidigt, i olikhet mot senare "liberala" rättsteoretiker, bestämd författningstextanhängare motståndare till kreativa och självständiga tolkningar av konstitutionen till förmån för en konkret tolkning av texten. Sålunda röstade Black emot det sedermera berömda rättsfallet Griswold v. Connecticut 1965, där majoriteten - med William O. Douglas i centrum - med stöd i "ytterkanterna" av de tredje, fjärde och femte författningstilläggen (samt det omtvistade nionde tillägget) fann en "rätt till privatliv", som innebar att en obskyr lag i Connecticut som förbjöd försäljning av preventivmedel ogiltigförklarades. En sådan utveckling var, i Blacks mening, möjligen önskvärd men kunde inte ske genom konstitutions(om)tolkning utan genom sociala och politiska processer. Samma rättsfall utgjorde åtta år senare grund för rätten till abort i samtliga 50 delstater, i rättsfallen Roe v. Wade och Doe v. Bolton (och med tiden i fallen Lawrence v. Texas 2003, avkriminalisering av homosex och Obergefell v. Hodges 2015, om rätt att ingå samkönade äktenskap). Vid det laget hade Black emellertid redan lämnat domstolen, vilket sannolikt påverkade hans eftermäle i progressiv riktning, men också kan ha bidragit till en ökad skiktning mellan de s.k. liberala och konservativa lägren i domstolen. Black tog uttryckligt ställning mot naturrätten och den s.k. substantive due process-doktrinen, som med stöd i fjortonde tillägget menade att vissa (icke uttryckta) fri- och rättigheter var okränkbara, med som motargument att detta skulle binda lagstiftare på ett oförutsägbart och godtyckligt sätt. Just rätten till privatliv, med William O. Douglas' domslut i Griswold som grund, och substantive due process är stöttepelare för en rad beslut i liberal riktning, vilket gör Black till en sedermera heterodox rättstänkare i amerikansk historia. 
Domare som Earl Warren och William Rehnquist har själva hävdat sig påverkats i sitt ämbetsutövande av de tolkningar av USA:s konstitution som Black gjorde under sin tid i domstolen. Han var, vid slutet, den siste domaren tillsatt av Franklin Roosevelt undantaget Douglas, den mest långvarige ledamoten i domstolens historia. 
Black avled 1971, åtta dagar efter att ha avgått från domstolen i sviterna av svår sjukdom. Hans grav återfinns på Arlingtonkyrkogården, i ljuset av hans tidigare militärtjänstgöring. Givet hans